# John Kennedy (industrial)

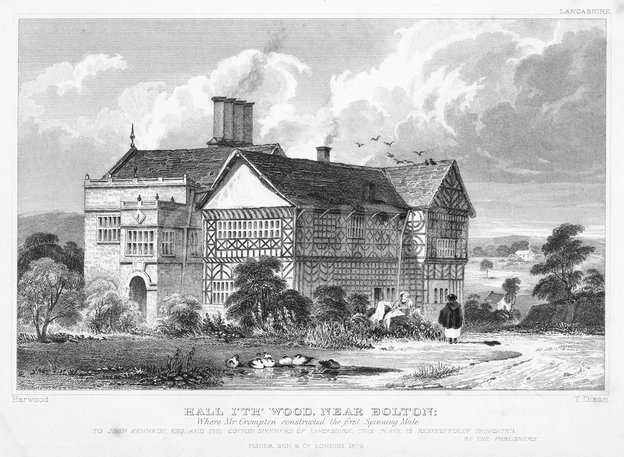
Hall i 'th' Wood cerca de Bolton; donde el Sr. Crompton construyó la primera mula de hilar. A John Kennedy, Esq. y los Cotton-Spinners de Lancashire, esta placa está respetuosamente dedicada por los editores. Fisher, hijo y Co. Londres 1829. Grabado de Thomas Dixon a partir de un dibujo de John Harwood. Trabajo parcial publicado originalmente en el Lancashire Illustrated de William Henry Pyne, a partir de dibujos originales (1828-1831).

John Kennedy (4 de julio de 1769 - 30 de octubre de 1855) fue un industrial textil escocés radicado en Mánchester. Fabricante primero de maquinaria de hilatura y después productor de hilo de algodón, intervino como uno de los tres jurados designados para las Pruebas de Rainhill de 1829, en las que resultó ganadora la locomotora The Rocket de Stephenson, destinada a cubrir la línea del Ferrocarril de Liverpool y Mánchester. 

## Semblanza
John Kennedy nació en 1769 en Knocknalling, Kirkcudbrightshire, Escocia. En 1784 se mudó a Chowbent, cerca de Leigh en Lancashire, para ser aprendiz de William Cannan, hijo de un vecino de los Kennedy. Su formación cubrió la fabricación de maquinaria textil, incluidos motores de cardado, "jennies" y bastidores de agua (un tipo máquinas de hilatura impulsadas por una rueda hidráulica).
Al completar su aprendizaje en 1791, se mudó a Mánchester y formó una asociación duradera con James McConnel, un sobrino y ex aprendiz de Cannan, para fabricar maquinaria textil y realizar hilaturas de algodón. Benjamin y William Sandford proporcionaron el respaldo financiero. Kennedy era un ingeniero habilidoso e inventivo y se le atribuye el diseño de una mejora crucial para la maquinaria de hilado fino, llamado sistema de doble velocidad, que permitió fabricar hilos mucho más finos. 
En 1795 McConnel y Kennedy, ahora financieramente independientes, se mudaron a una nueva fábrica en la misma Canal Street, donde permanecieron durante seis o siete años. Inicialmente, la empresa fabricó maquinaria para hilar algodón para la venta, pero esta parte del negocio terminó alrededor de 1800. Luego construyeron la primera de sus tres hilanderías en Union Street (ahora Redhill Street) en Ancoats, Mánchester, que formó la base de la vida laboral de Kennedy durante los treinta años siguientes.
La Fábrica de Sedgewick tenía ocho pisos de altura, y era el edificio con estructura de hierro fundido más grande del mundo. La hilatura, la actividad más rentable en el comercio del algodón, se convirtió en la única actividad de la compañía y se convirtió en el negocio más grande de Mánchester, concentrándose en la producción de hilo de la más alta calidad.
Kennedy pasó gran parte de su vida posterior desarrollando sus intereses técnicos y mecánicos. Se le consultó sobre el Ferrocarril de Liverpool y Mánchester, del que fue un destacado defensor. También se le nombró jurado (junto con John Urpeth Rastrick, un ingeniero constructor de locomotoras de Stourbridge, y con Nicholas Wood, un ingeniero de minas de Killingworth), del Concurso de Locomotoras de Rainhill en 1829.
Miembro activo de la Sociedad Literaria y Filosófica de Mánchester, publicó cuatro artículos en las transacciones de la sociedad sobre diversos temas industriales y sociales. 
Murió en 1855 en Ardwick Hall, Mánchester, y fue enterrado en el cementerio cercano de Rusholme Road. Le sobrevivieron varios de sus hijos, incluido el abogado John L. Kennedy.